# 1802
| 1802                        |
| --------------------------- |
| Dødsfald - Fødsler          |
| • Begivenheder • Litteratur |

| Gregoriansk kalender | 1802 MDCCCII            |
| Ab urbe condita      | 2555                    |
| Armensk kalender     | 1251 ԹՎ ՌՄԾԱ            |
| Kinesiske kalender   | 4498 – 4499 辛酉 – 壬戌 |
| Etiopisk kalender    | 1794 – 1795             |
| Jødisk kalender      | 5562 – 5563             |
| Hindukalendere       |                         |
| - Vikram Samvat      | 1857 – 1858             |
| - Shaka Samvat       | 1724 – 1725             |
| - Kali Yuga          | 4903 – 4904             |
| Iransk kalender      | 1180 – 1181             |
| Islamisk kalender    | 1217 – 1218             |

Året 1802 startede på en fredag.
Konge i Danmark: Christian 7. 1766-1808
Se også 1802 (tal)

## Begivenheder

### Marts
- 16. marts - West Point, USA's første militærakademi, grundlægges

### Maj
- 4. maj - Guldhornene stjæles af Niels Heidenreich

## Født
- 10. januar – Carl Ritter von Ghega, østrigsk ingeniør og bygmester.
- 26. februar – Victor Hugo, fransk forfatter.
- 26. oktober – Mikael 1. af Portugal, konge af Portugal.

## Dødsfald
- 24. august – Niels Ditlev Riegels, dansk historiker, samfundskritiker og spion (født 1755).
- 17. december – Johannes Wiedewelt, dansk billedhugger (født 1731).
- 27. december – Jens Juel, dansk portrætmaler, (født 1745).